# Köhlbrein Dam
Köhlbrein Dam är en dammbyggnad i Österrike.   Den ligger i distriktet Spittal an der Drau och förbundslandet Kärnten, i den centrala delen av landet, 260 km sydväst om huvudstaden Wien. Köhlbrein Dam ligger 1 753 meter över havet.
Terrängen runt Köhlbrein Dam är huvudsakligen bergig, men den allra närmaste omgivningen är kuperad. Köhlbrein Dam ligger nere i en dal. Runt Köhlbrein Dam är det ganska glesbefolkat, med 29 invånare per kvadratkilometer.. Närmaste större samhälle är Bad Gastein, 16,0 km väster om Köhlbrein Dam. 
Trakten runt Köhlbrein Dam består i huvudsak av gräsmarker.